# معصوم أباد و علي أباد كريك (دنا)
معصوم أباد وعلي أباد كريك (بالفارسية: معصوم‌آباد و علی‌آباد کریک) هي قرية تقع في إيران في قسم دنا الريفي. يقدر عدد سكانها بـ 1004 نسمة بحسب إحصاء 2016.